# (412788) 2014 PA19
(412788) 2014 PA19 es un asteroide perteneciente al cinturón de asteroides, región del sistema solar que se encuentra entre las órbitas de Marte y Júpiter.
Fue descubierto el 26 de marzo de 1993 por el equipo del proyecto Spacewatch desde el observatorio Nacional de Kitt Peak.

## Designación y nombre
Designado provisionalmente como 2014 PA19.

## Características orbitales
2014 PA19 está situado a una distancia media del Sol de 2,879 ua, pudiendo alejarse hasta 2,925 ua y acercarse hasta 2,834 ua. Su excentricidad es 0,016 y la inclinación orbital 6,321 grados. Emplea 1784,47 días en completar una órbita alrededor del Sol.

## Características físicas
La magnitud absoluta de 2014 PA19 es 16,51.